# Chthonius cephalotes
Chthonius cephalotes är en spindeldjursart som först beskrevs av Simon 1875.  Chthonius cephalotes ingår i släktet Chthonius och familjen käkklokrypare. Inga underarter finns listade i Catalogue of Life.